# Pardosa praepes
Pardosa praepes är en spindelart som först beskrevs av Simon 1886.  Pardosa praepes ingår i släktet Pardosa och familjen vargspindlar.
Artens utbredningsområde är Senegal. Inga underarter finns listade i Catalogue of Life.